# هاري جيمس لوي جونيور
هاري جيمس لوي جونيور (بالإنجليزية: Harry James Lowe, Jr.)‏ هو عسكري أمريكي، ولد في 6 يناير 1922 في بادوكا في الولايات المتحدة، وتوفي في 12 نوفمبر 1942 في جزر سليمان.